# État de siège (film, 1994)
Pour les articles homonymes, voir État de siège (homonymie).
 (octobre 2010).
Si vous disposez d'ouvrages ou d'articles de référence ou si vous connaissez des sites web de qualité traitant du thème abordé ici, merci de compléter l'article en donnant les références utiles à sa vérifiabilité et en les liant à la section « Notes et références ».
Pour plus de détails, voir Fiche technique et Distribution.
État de siège ou Piège de nuit (Project Shadowchaser II) est un film d'action américain réalisé par John Eyres, sorti en 1994.

## Synopsis
Le président des États-Unis vient d'ordonner le démantèlement d'un dispositif d'armement nucléaire. Pendant la période de Noël, un groupe de terroristes mené par un puissant androïde prend d'assaut la base nucléaire, avec pour intention de lancer un missile sur Washington. Trois personnes présentes sur les lieux ont désormais le destin de milliers de vies humaines entre les mains. Il s'agit d'un employé de l'usine, de son fils et d'un technicien réparateur. Pour éviter le drame, ils tentent de stopper l'opération de l'intérieur mais les terroristes sont armés jusqu'aux dents et bien déterminés à ne laisser personne se mettre sur leur chemin…   

## Fiche technique
- Titre original : Project Shadowchaser II
- Titre français : État de siège ou Piège de nuit
- Réalisation : John Eyres
- Scénario : Nick Davis
- Dialogues : Lewis E. Ciannelli, Nick Davis
- Musique : Steve Edwards
- Costumes :  Marlene Stewart
- Montage : Amanda I. Kirpaul
- Animation et effets visuels : Dennis Muren
- Maquillages : Jeff Dawn
- Décors : Mark Harris
- Directeur artistique : Joseph P. Lucky
- Photographie : Alan M. Trow
- Producteurs : Gregory Vanger, John Eyres, Geoff Griffith   
  - Producteur associé : Beau Marks
  - Producteur exécutif : Avi Lerner, Trevor Short, Danny Dimbort
  - Coproducteur : Danny Lerner
- Distribution : Nu Image Films
- Format : Couleur - 35 mm - 2,35:1 (Cinémascope) - Son Dolby SR
- Langue : Anglais
- Durée : 93 minutes
- Pays :  États-Unis
- Langue : Anglais
- Format : couleur
- Date de sortie : 
  -  France : En VHS + DVD
- Classification : 
  - États-Unis : R (For strong sci-fi action and violence, and for language)

## Distribution
- Frank Zagarino : Androïd
- Bryan Genesse : Frank Meade
- Beth Toussaint : Laurie Webber
- Daniel Bonjour : Ricky
- Todd Jensen : Joe Hutton
- Danny Keogh : John O'Hara
- Jeff Fannell : Carl Reitman
- Hal Orlandini : General McOwell
- Gavin Hood : Tieg
- Robin Smith : Prine
- James Whyle : Granger
- Laura Steed : Red
- Frank Opperman : Wiggs
- Wilson Dunster : Edward Johnson
- Kimberleigh Stark : Carla

### Casting
- Le rôle de Androïd a d'abord été proposé à divers acteurs de films d'action comme Arnold Schwarzenegger.

### Tournage
- Le tournage s'est déroulé d'octobre 1993 à décembre 1993 à San Francisco. D'autres scènes ont été tournées à Los Angeles et Washington.

### Musique
- Les musiques du film ont été composées au piano en signature rythmique par Hans Zimmer et Steve Edwards

## Autour du film
Y'a eu 4 films avec Frank Zagarino